# 美洲狮棋
美洲狮棋（Komikan，又名Taptana、Komina、Comina、Cumi、Puma,、Inca Chess），是流行於智利地區马普切人的兩人棋類，與美洲豹棋相近。
美洲狮棋可能是西班牙征服者入侵後產生。印加帝國末代皇帝阿塔瓦爾帕在被法蘭西斯克·皮澤洛俘虜後曾在獄中與西班牙人對弈此棋，但也可能是對弈中東跳棋。

## 棋具

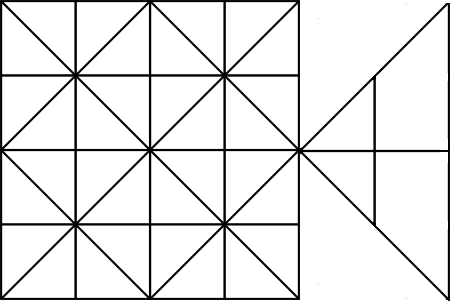
美洲獅棋棋盤

- 棋盤為五橫五豎的橫縱線交叉，另有東南-西北向、西南-東北向的斜線各三條，並在一側中點為三角形頂點，添上一個等腰三角形。三角形有一橫一豎交叉。全部共三十一個棋點。

- 分為兩方：羊方、獅方。
  - 羊方：有十二枚稱為駝羊的棋子。
  - 狮方：有一枚稱為美洲狮或美洲豹的棋子。

## 規則
- 棋子皆放在棋點，沿線移動。

- 狮棋子各放在等腰三角的中點。十枚羊棋子放在棋盤距三角形最遠的的兩行底線，另兩枚羊棋子置於第三遠行的兩側棋點。

- 狮方先行。

- 狮方每回合可能有兩種行動之一，以跳吃為優先：
  - 吃子：沿線跳過一枚鄰點的羊棋子落到同方向的緊連空點，然後把被跳過的敵棋移出棋盤不再使用，必須連跳吃。
  - 移子：若不能吃子，則沿線移動一己子到空鄰點。

- 每回合羊方沿斜縱橫線任移動一己子到空鄰點，但不能後退。

- 獅方以吃掉至少六枚羊棋子獲勝。

- 羊方以讓七枚己棋佔領三角形的七棋點獲勝；或讓狮方無法移動獲勝[3]。

## 外部連結
- 遊戲介紹
- 遊戲照片
- 遊戲照片 （页面存档备份，存于）
- 線上遊戲